# Captived by you
Captived by you (夢中さ、きみに。, Muchū sa, kimi ni.) est un manga de Yama Wayama originellement publié en tant que dōjinshi en février 2019 puis acquis par le département éditorial du Comic Beam d'Enterbrain qui le publie en un volume sorti en août 2019.
Une adaptation en drama de cinq épisodes est diffusée entre janvier et février 2021.

## Synopsis
Captived by you est une série d'anthologies d'histoires vaguement liées à des élèves d'une école réservée aux garçons. Plusieurs histoires se concentrent sur Hayashi, un étudiant distant et franc, tandis que d'autres se concentrent sur Nikaidou, un étudiant qui a adopté une personnalité abattue et sombre pour éviter de se rapprocher de ses camarades de classe.

## Médias

### Manga
Yama Wayama publie à l'origine le one-shot Ushiro no Nikaidou sur la communauté en ligne Pixiv qui deviendra un chapitre de Muchū sa, kimi ni, initialement publié sous forme de dōjinshi (manga auto-publié) et vendu lors de la convention Comita127 le 17 février 2019. Il est ensuite acquis par la rédaction du Comic Beam d'Enterbrain, qui publie le manga en un volume tankōbon sorti le 10 août 2019.
En janvier 2021, Yen Press licencie la série pour une publication en version anglaise. Le volume sort le 27 juillet 2021 sous le titre Captivated, by You.

### Série télévisée
Une adaptation sous forme de drama en cinq épisodes est diffusée sur MBS TV et TV Kanagawa du 8 janvier au 5 février 2021. Le drama est réalisé par Ayuko Tsukuhara, Eiji Takano et Moeka Miyazaki, avec un scénario écrit par Kōhei Kiyasu et Manato Hamada. Ryusei Onishi de Naniwa Danshi (en) joue le rôle principal,.

## Réception
À sa sortie, le manga se vend à trois tirages en un mois,.
Le manga se classe deuxième du guide Kono Manga ga sugoi! 2020 des meilleurs mangas pour les lectrices. Le manga est nommé pour le 13ème Grand prix du manga en 2020. Le manga remporte le New Face Award dans la division manga du Japan Media Arts Festival 2020. Le manga remporte également le Short Work Prize du Prix culturel Osamu-Tezuka 2020.
Rebecca Silverman d'Anime News Network fait l'éloge de la représentation du lycée et des détails artistiques de Nikaidou, tout en estimant le manga trop étrange par moments. Sara Smith du School Library Journal fait également l'éloge des personnages et de leur conception graphique.